# Картузи
Картузи (пољ. Kartuzy) град је у Пољској у Војводству поморском. По подацима из 2012. године број становника у месту је био 15 007.

## Становништво
| 2012.  |
| ------ |
| 15 007 |